# Joseph Carl Robnett Licklider
Joseph Carl Robnett Licklider (11 de marzo de 1915-26 de junio de 1990), conocido como J.C.R. o «Lick», fue un informático estadounidense, considerado una de las figuras más importantes en ciencia computacional y de historia de la informática. Lo recuerdan particularmente por ser uno de los primeros que previó la computación interactiva moderna,  y su aplicación a toda clase de actividades; fue pionero de Internet, con una visión temprana de una red de ordenadores mundial mucho antes de que fuera construida. Hizo lo posible para hacerlo realidad mediante su financiación para la investigación, incluyendo la interfaz gráfica de usuario,  ARPANET, y el predecesor directo de Internet.

Más de una década pasará antes de la salida de los ordenadores personales de los garajes de Silicon Valley, y treinta años antes de la explosión de Internet en los 90. La palabra computadora todavía tenía un tono siniestro, dando la imagen de un dispositivo enorme, intimidante, oculto bien lejos en un sótano con aire acondicionado, procesando sin parar las tarjetas perforadas de largas instrucciones.
Sin embargo, sentado en una oficina indescriptible de McNamara en El Pentágono, un lugar tranquilo... civil, está planeando la revolución que cambiará por siempre la manera en que se perciben las computadoras. De alguna manera, el ocupante de esa oficina... ha visto un futuro en el cual las computadoras ayudaran a las personas, en vez de forzarlos a una conformidad. Él es casi el único convencido de que las computadoras no son sólo máquinas para calcular, sino las alegres máquinas: herramientas que servirán como nuevos medios de expresión, inspiraciones a la creatividad, y entradas a un mundo extenso donde la información está en línea.
Waldrop, M. Mitchell

Ha sido llamado como el «Johnny Appleseed de la computación», por haber plantado las semillas de la informática en la era digital. Robert Taylor, fundador del Laboratorio de Ciencia Informática de Xerox PARC y del Centro de Investigación de Sistemas  de Digital Equipment Corporation, señaló que «la mayor parte de los avances significativos en tecnología informática —incluyendo el trabajo que mi grupo hizo en Xerox PARC— eran simplemente extrapolaciones de la visión de Lick. No eran realmente sus  nuevas visiones. Él era realmente el padre todo esto».

## Biografía
Licklider nació el 11 de marzo de 1915, en San Luis (Misuri) en EE. UU. Era el hijo único de Joseph Parron Licklider, un ministro bautista, y de Margaret Robnett Licklider. Mostró un talento de ingeniería en una edad temprana, haciendo aeromodelismo. Continuó con su afición en la restauración de automóviles a lo largo de su vida.
Estudió en la Universidad de Washington en San Luis, donde se licenció en letras en 1937, se especializó en física, matemática y psicología, y se licenció en psicología en 1938. Recibió un doctorado en psicoacústica en la Universidad de Rochester en 1942, y trabajó en el laboratorio de Psico-Acústico en la Universidad de Harvard desde 1943 hasta 1950.
Se interesó por la tecnología de la información, y se trasladó al MIT en 1950 como profesor asociado, donde ocupó el cargo en un comité que estableció el Laboratorio Lincoln del MIT y estableció un programa de psicología para estudiantes de ingeniería.
En 1957 recibió el Premio Franklin V. Taylor, de la Sociedad de Psicólogos de Ingeniería. En 1958, fue elegido Presidente de la Sociedad Acústica de América, y en 1990 recibió el Premio Commonwealth por Servicio Distinguido.
En 1957, fue nombrado vicepresidente de Bolt Beranek y Newman, Inc., donde se compró la primera producción de PDP-1 y el equipo llevó a cabo la primera demostración pública de tiempo compartido.
En octubre de 1962, Licklider fue nombrado jefe de la Oficina de Técnicas de Procesamiento de la Información (IPTO) en ARPA, en la Agencia de Investigación de Proyectos Avanzados de Defensa de Estados Unidos.
En 1963, fue nombrado Director de Ciencias del Comportamiento de Mando y Controlde Investigación en ARPA. En abril de ese año, envió un memorando a sus colegas en la que esbozó los primeros desafíos que se presentan en tratar de establecer una red de reparto del tiempo de los ordenadores con el software de la época. En última instancia, su visión llevó a ARPANET, el precursor de la actual Internet.
En 1968, J. C. R. Licklider fue nombrado director del Proyecto MAC en el MIT y profesor en el Departamento de Ingeniería Eléctrica. En el proyecto MAC, se había producido la primera computadora de tiempo compartido, CTSS, y uno de los primeros montajes en línea con el desarrollo de Multics (trabajo en el que se inició en 1964). Multics sirvió de inspiración para algunos de los elementos del sistema operativo Unix desarrollado en los Laboratorios Bell por Ken Thompson y Dennis Ritchie en 1970.
Se retiró y se convirtió en profesor emérito en 1985. Murió en 1990 en Arlington, Massachusetts.

## Trabajo

### Psicoacústica
En el campo de la psicoacústica, Licklider es más recordado por su teoría de la percepción del tono Duplex en 1951, presentada en un artículo que ha sido citado cientos de veces, fue reproducido en un libro de 1979, y formó la base para los modelos modernos de la percepción de la altura.

### Sistema gráfico de las Fuerzas Aéreas de EE.UU.
Trabajó en un proyecto conocido como Sistema gráfico de las Fuerzas Aéreas estadounidenses  en la Guerra Fría (conocida por su acrónimo inglés "SAGE"), diseñado para crear un ordenador con la ayuda del sistema de defensa aérea. El sistema SAGE incluye los equipos que recogen y presentan los datos a un operador humano, que a continuación, elegirá la respuesta adecuada.

### Tecnología de la información

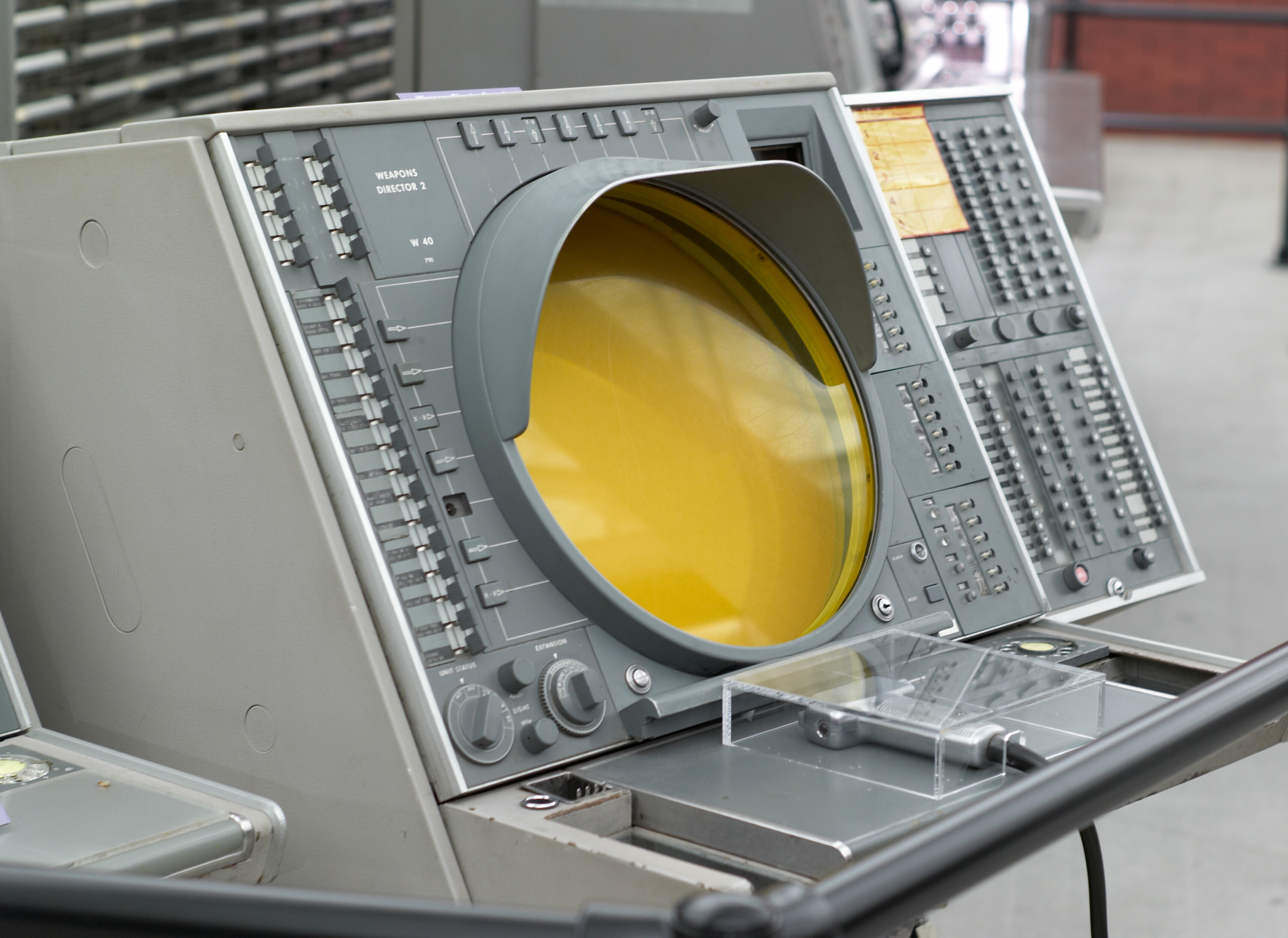
Un terminal SAGE

Licklider se interesó en la tecnología de la información al principio de su carrera. Al igual que Vannevar Bush, J. C. R. Licklider contribución al desarrollo de ideas del que se compone Internet, no invenciones. Se previó la necesidad de equipos conectados a una red con interfaces de usuario fáciles.
Sus ideas previstas de la computación gráfica, de apuntar y haga clic en Interfaces, bibliotecas digitales, comercio electrónico, actividades bancarias en línea, y el software que exista en una red y migrar donde fuera necesario.
Licklider fue fundamental en la concepción, financiación y gestión de la investigación que condujo a las modernas computadoras personales e Internet. Su artículo seminal sobre la simbiosis hombre-ordenador anunciaba la computación interactiva, y pasó afinanciar los esfuerzos de los primeros en el reparto del tiempo y el desarrollo de aplicaciones, sobre todo la obra de Douglas Engelbart, que fundó el Centro de Investigación de aumento en el Instituto de investigación de Stanford y creó el famoso sistema en línea, donde el ratón del ordenador fue inventado.

### Proyecto MAC
Durante sus dos años de mandato en el IPTO, concedió financiación para desarrollar el Proyecto MAC en el MIT, una computadora central de gran tamaño que fue diseñada para ser compartido por hasta treinta usuarios simultáneos, cada uno sentado en una terminal de máquina de escribir, por separado. También concede financiación a proyectos similares en la Universidad de Stanford, UCLA, UC Berkeley, y la Corporación de Desarrollo de Sistemas.

### Red informática mundial
Licklider desempeñó un papel similar en la concepción y la financiación temprana de redes de investigación, sobre todo ARPANET. Él formuló las primeras ideas de una red informática mundial en agosto de 1962 en BBN, en una serie de notas que discuten el concepto de "Red de ordenadores intergalácticas". Estas ideas contenidas en casi todo lo que Internet es hoy en día, incluyendo la computación en nube.
Mientras tanto, en el IPTO, tuvo que convencer a Ivan Sutherland Bob Taylor, y Lawrence G. Roberts para que este importante concepto abarcara todas las redes de computación.
En el periódico Computadora como un dispositivo de comunicación, Ciencia y Tecnología, de abril de 1968, ilustra su visión de las aplicaciones de red, y predice el uso de redes informáticas para apoyar a las comunidades de interés común y la colaboración sin tener en cuenta la ubicación.
Licklider publicó en el periódico Televistas: De cara al futuro a través de ventanas laterales a la Comisión Carnegie sobre la Televisión Educativa en 1967. En este trabajo se describe un cambio radical de la "emisión" modelo de la televisión. En su lugar, aboga por una red de comunicaciones de dos vías. La Comisión Carnegie llevó a la creación de la Corporación para la Difusión Pública. Aunque el informe de la Comisión Carnegie,explica que "el trabajo del Dr. Licklider fue terminado después de que la Comisión ha formulado sus propias conclusiones", dijo el presidente Johnson en la firma del Acta Pública de Radiodifusión de 1967] "Así que creo que debemos tener en cuenta nuevas formas de construir una gran red de conocimiento, no sólo un sistema de transmisión, sino que emplea todos los medios de envío y de almacenamiento de la información que el individuo pueda usar ".

### Simbiosis Hombre-Computador
En 1960, Licklider escribió su famoso artículo Simbiosis hombre-ordenador, lo que indica la necesidad de simplificar la interacción entre los ordenadores y los usuarios de computadoras. Licklider se ha acreditado como uno de los pioneros de la cibernética y la inteligencia artificial (IA). A diferencia de muchos otros practicantes de la inteligencia artificial, Licklider nunca sentía que los hombres serían reemplazados por computadoras basadas. Como escribió en ese artículo: «Los hombres establecerán las metas, formularán las hipótesis, determinarán los criterios, y llevarán a cabo las evaluaciones. Los ordenadores harán el trabajo rutinario y prepararán el camino para introducir y tomar decisiones, tanto de carácter científico como técnico».

## Publicaciones
Licklider escribió varios artículos y libros:
- 1942. An Electrical Investigation of Frequency-Localization in the Auditory Cortex of the Cat. Tesis de la Universidad de Rochester.
- 1965. Libraries of the future. Cambridge, Massachusetts,M.I.T. Prensa (fuente alternativa).

Artículos:
- 1960. "Man-Computer Symbiosis". En: Transactions on Human Factors in Electronics, volumen HFE-1, páginas 4-11, marzo de 1960, en inglés
- 1965. "Man-Computer Partnership". In: International Science and Technology Mayo 1965.
- 1967. "Televistas: Looking ahead through side windows" en inglés
- 1968. "The Computer as a Communication Device". In: Science and Technology. Abril 1968, en inglés

## Lectura adicional
- M. Mitchell Waldrop (2001) The Dream Machine: J.C.R. Licklider and the Revolution That Made Computing Personal ISBN 0-670-89976-3 es una intensa biografía de J.C.R. Licklider.
- Katie Hafner & Matthew Lyon (1998) Where Wizards Stay Up Late: The Origins Of The Internet, Simon & Schuster. ISBN 0-684-83267-4.
- Periódico Augmenting Human Intellect, Douglas Engelbart, octubre 1962.
- Joseph Carl Robnett Licklider, Libraries of the Future. Cambridge, MA, 1965.
- Computer Networks: The Heralds of Resource Sharing video documental, 1972. Licklider explica el intercambio de recursos en línea, a unos 10 minutos en el documental, y reaparece por todas partes.
- From World Brain to the World Wide Web, Lectura por Martin Campbell-Kelly en Gresham College, 9 de noviembre de 2006.
- Seeding Networks: the Federal Role Archivado el 9 de septiembre de 2006 en Wayback Machine., Larry Press, Communications of the ACM, pp 11–18, Vol 39., No 10, October, 1996. Una encuesta del gobierno de EE. UU. financió la investigación y el desarrollo anterior y como columna vertebral la Fundación Científica Nacional y los programas de conexiones internacionales.
- Before the Altair — The History of Personal Computing Archivado el 9 de septiembre de 2006 en Wayback Machine., Larry Press, Communications of the ACM, September, 1993, Vol 36, No 9, pp 27–33. Un estudio de investigación y desarrollo que lleva a la computadora personal, incluidas las contribuciones de Licklider.